# 3-хлоротолуен
3-хлоротолуен (м-хлоротолуен) ― хлорорганічна сполука, похідна толуену з формулою {\displaystyle {\ce {C6H4ClCH3}}}. За стандартних умов є безбарвною рідиною з ароматичним запахом.

## Отримання
3-хлоротолуен може бути отримано реакцією Зандмеєра з 3-толуїдину або ізомеризацією 2-хлоротолуену за температури 200―400 °C і тиску 2000―4000 кПа у присутності цеоліту.

## Хімічні властивості

### Реакції метильної групи
При вільнорадикальному хлоруванні атоми гідрогену метильної групи можуть бути заміщені на атоми хлору:
{\displaystyle {\ce {C6H4ClCH3 + 3Cl2-> C6H4ClCCl3 + 3HCl}}}
При окисненні метильної групи утворюється 3-хлоробензальдегід або 3-хлоробензойна кислота.

### Заміщення атома хлору
Хлоротолуен може гідролізуватися при взаємодії з основою за температури 350―400 °C і тиску 30 мПа.
У присутності благородних металів можливе відновлення до толуену.